# 中国第一汽车集团

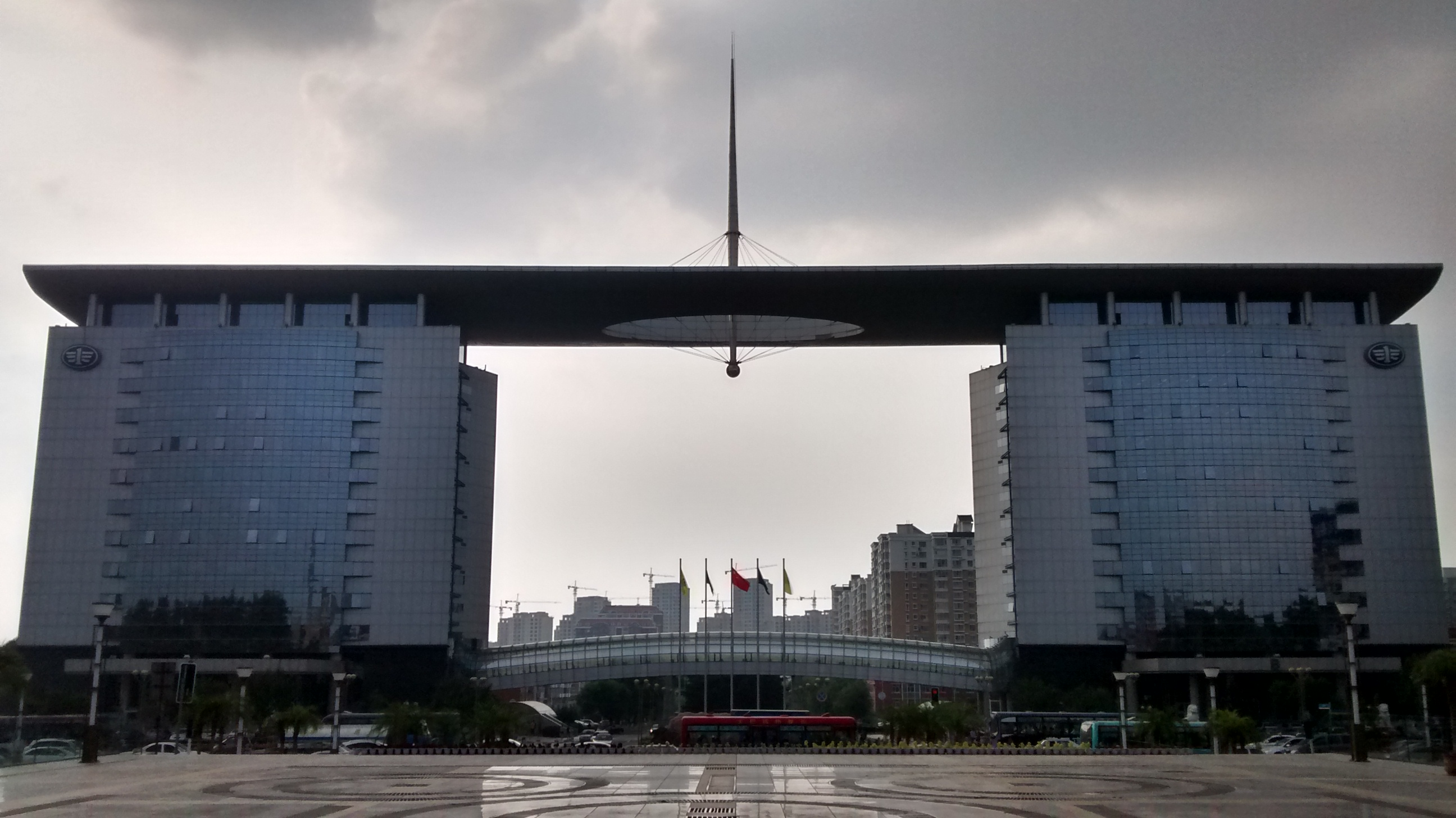
一汽总部大楼（解放大厦）

中国第一汽车集团有限公司（简称“中国一汽”、“一汽”、“第一汽车”），原称中国第一汽车制造厂，中国的汽车生产厂商之一，是中华人民共和国的第一家汽车制造厂，工厂坐落于有“汽车城”之称的中国长春市西部，一汽被誉为“中国汽车工业的摇篮”。
截止2010年底，一汽拥有职能部门18个，全资子公司16个、控股子公司15个。其中上市公司4个，分别是一汽轿车股份有限公司、長春一汽富維汽車零部件股份有限公司、天津一汽夏利汽车股份有限公司、启明信息技术股份有限公司。主营业务板块按领域划分为：研发、乘用车、商用车、零部件和衍生经济等体系。

## 历史

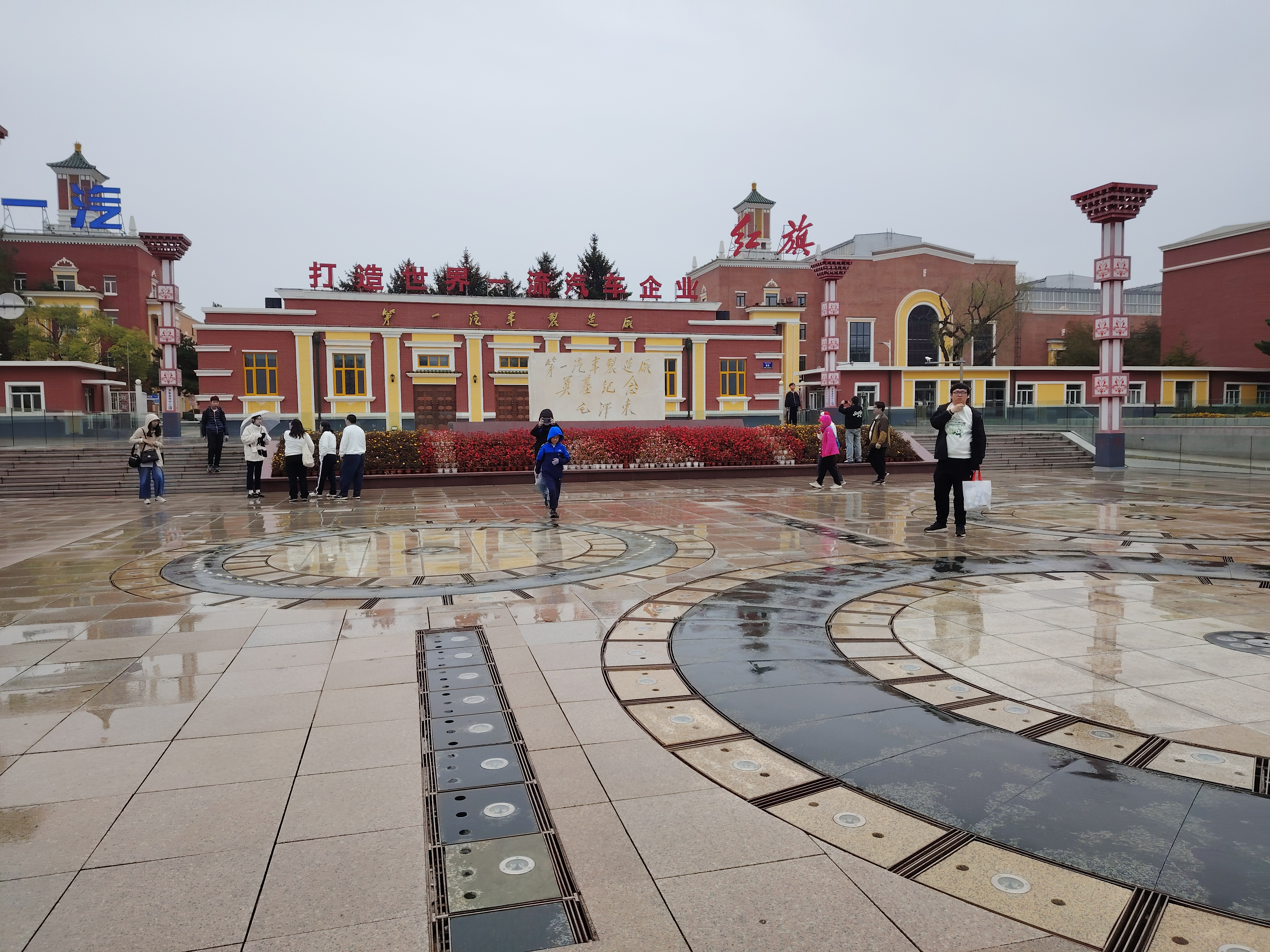
一汽第一代厂区

- 1950年在中央重工业部设立了汽车工业筹备组，组长郭力，副组长孟少农，设汽车实验室（迁往长春后改名长春汽车研究所）。开始为一汽在湖南长沙至湘潭一线、陕西西安至宝鸡一线以及山西太原至太谷一线选择厂址。
- 1950年12月2日，由沃龙涅茨基和基涅谢夫二人组成的苏联汽车拖拉机工业部援华汽车厂设计专家组来到北京；从这时起，转入具体建设长春第一汽车厂的准备阶段。1951年1月18日晚，陈云主持中财委听取重工业部关于建设汽车厂的汇报，参加者有陈郁、滕代远等政务院部长，刘鼎副部长和孟少农做汇报。最后陈云作出决定：建设目标同意苏方的意见，厂址定在东北，在四平至长春之间选择。建设开始期定为1953年，一次建成。协作配套问题由有关部门解决。会后由中央重工业部起草了决定文件，由中财委下达。会后根据胡亮去东北预选厂址的结果，汽车筹备组与专家们研究，初步决定以长春为主要目标。现场调查看到长春市铁路西边的地势很好、空旷，有几十万平方米破损的楼房，道路、上下水、供电条件都好。1951年2月22日汽车工业筹备组和长春市建设局交换了协议，确定了厂址。胡云芳等作为先遣队伍去长春主持测量和地质勘探工作，按照专家提出的要求，着手收集各种设计资料；苏联专家于1951年夏初回莫斯科去制作工厂初步设计。苏联斯大林汽车厂包建，1951年12月苏联设计院设计的中国第一汽车制造厂的初步设计完成。初步设计于1952年1月23日送到北京。报送分管汽车工业的中央重工业部副部长刘鼎。经过翻译、研究、审查，中财委于3月25日批准初步设计，并同意重工业部的意见，技术设计不再送北京批准，而由重工业部派代表去莫斯科，在驻苏大使馆协调下办理此事。对于轮胎、滚珠轴承等配套厂，对于重工业部拟向苏联提出的事项，也都作了原则决定。现场的建设准备工作和苏方的设计工作迅速展开。中方向苏联派遣从厂长、技术科长、车间主任、调整工等共500名实习生，其中包括江泽民、李岚清等。[1]
- 1952年4月中央人民政府重工业部任命郭力任第六五二厂厂长（后正式命名为第一汽车制造厂）厂长，随即带领筹备组部分成员来到长春。孟少农和李刚、陈祖涛、潘承烈四人组成驻莫斯科定货代表小组，办理设计联络、设备分交、聘请专家、派送实习人员等事宜。苏联汽车工业部对外联络司司长古谢夫提出苏联最高领导人十分重视援建中国汽车厂之事，重大问题都亲自过问，苏联援建工作按三年建成安排，希望中方集中力量建设这个厂，把时间安排与苏方一致，并建议中国重工业部放弃在北京建汽车组装厂总装嘎斯-51CKD的计划。1952年6月27日中央人民政府重工业部任命孟少农任第六五二厂副厂长。郭力多次向东北局和中央申请“中央决定汽车厂要三年建成投产，如能有一位熟悉东北情况，资格老一点、能力更强、位置更高的同志来当厂长，会更有利于调动各地力量支持一汽建设”，请求再派一把手，自己当副手，还推荐了包括饶斌在内的两位人选。
- 1953年1月，中共中央作出三年建成一汽的决定，毛泽东签发中共中央《关于力争三年建设长春汽车厂的指示》；东北人民政府计划委员会秘书长兼东北财经学院院长饶斌调任一汽厂长分管基本建设，郭力改任第一副厂长兼总工程师分管生产准备。。中组部抽调厅局级干部150余人抵达一汽。仅上海市私企和公私合营企业支援一汽的技术工人就有近千名。中央高等教育部分配大批清华大学等高校毕业生和归国留学生。中央调来两万多人的施工队伍，包括中央人民政府建筑工程部直属工程公司、安装公司、解放军建筑第五师和强大的施工机械队。宿舍的设计按苏联设计的统一规划，由上海华东设计院承担。经过一年的准备，1953年7月15日施工典礼开始现场施工。同时进行了细致复杂的生产准备工作。长春市第一届党代会确定了“主动积极、尽先办理、只许办好、不许办坏”的支援方针，1954年市政建设费用84%用于一汽，机关干部等3万余人参加了建设一汽的义务劳动。
- 苏联方面建议中方早派、多派人员到“吉尔”工厂实习。1953年4月第一批八名中方人员开始实习；至1956年，一汽派出9批518人到吉尔厂进行8个月至1年不等的实习。涵盖了从厂长、车间主任、一线技术工人、辅助生产、后勤管理、产品设计、工艺技术、计划、财务、质量管理等各个领域的关键岗位。江泽民曾任实习生党支部的领导成员。李岚清是1956年至1957年最后一批实习生的带队干部。
- 1953年7月15日：在苏联的帮助下，动土开工兴建工厂。1954年下半年厂房陆续建成，土建工作逐步由室外转入室内。

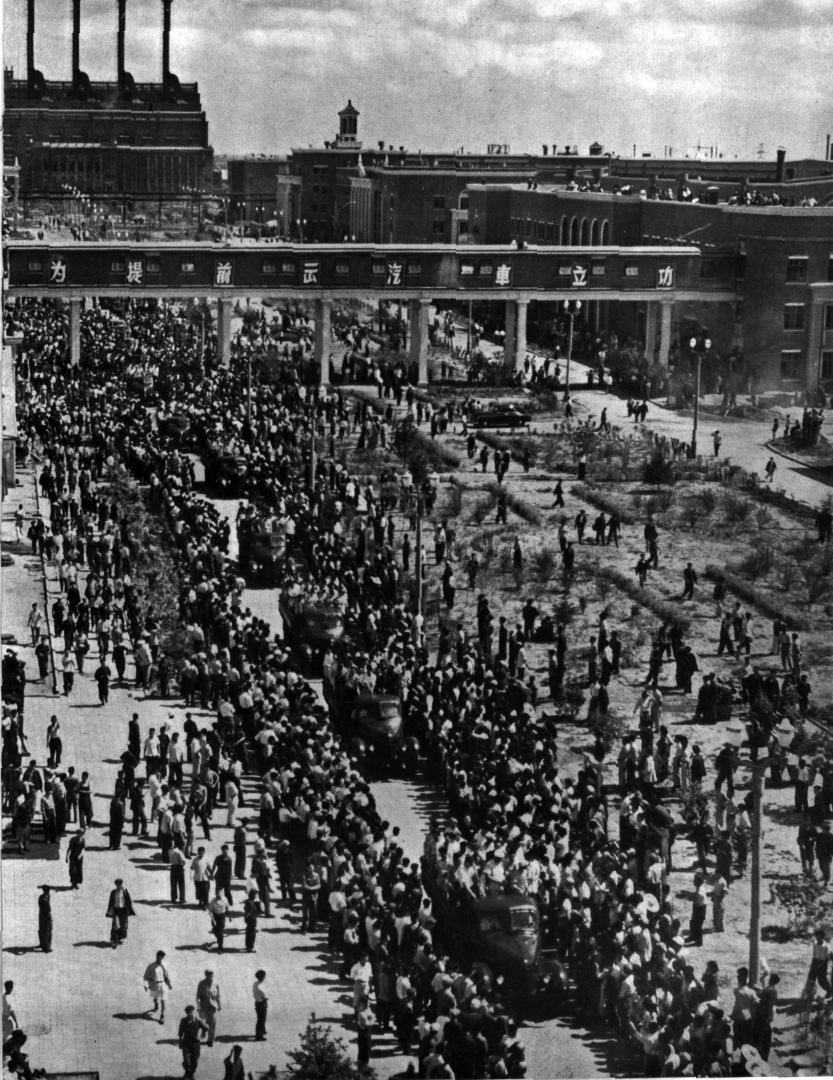
1956年7月试制出第一批解放牌汽车，职工在欢庆第一批汽车出厂。

- 一汽几十名处室和车间（后称分厂）主要领导人，以地专级党员领导干部调任。这批干部有赵焕章、苏天、江华、刘守华、李子政、陈子良、韩子真等。多数人并无工业生产实践，自称在技术上是"白帽子"。1954年起，为了提高领导干部的文化水平和技术知识，一汽掀起了摘掉“白帽子”学习运动，专门设立了一个领导干部业余进修班，配备了包括苏联专家在内的很多教师，坚持了三年，先后有100多名处级以上领导干部参加学习。中央拟建二汽，由湖北省委书记刘西尧率领另一批骨干队伍罗红、黄正夏、须浩风、毛德犹等来一汽挂职对口学习，后来这个"老二汽"下马，不少二汽干部便留在一汽，增强了一汽的干部队伍。
- 1956年7月13日：生产出第一辆解放牌汽车，从此结束了中國不能自行大批量生产汽车的历史（1931年在沈阳下线的民生牌汽车是第一台中国自己制造的汽车，但仅生产80辆便因九一八事变而停产[2] [3]）。1956年建成的早期建筑现已列入第七批全国重点文物保护单位。1956年生产1654辆。由于缺油限产，直到1960年，年产22547辆。
- 1960年郭力继任厂长，向国家申请继续投资数千万元“填平找齐”，实现一汽年产4万辆、6万辆。
- 1964年筹建第二汽车制造厂，从一汽调3000人作为建厂骨干。准备换型的CA140在1968年移交给二汽。从1966年开始到1970年，又支援了二汽技术和管理骨干1539人。开发CA140的工程技术骨干都跟随产品而去。
- 1965年2月24日，一汽上报一机部年产6万辆的配套请示报告。2月28日，一机部上报国家计委主任余秋里。4月8日，国家计委报国务院。经周恩来总理签批后，李富春、李先念等副总理圈阅，复一机部。4月14日，一机部以（65）基密字626号文向一汽通报国家批准该项目，并要求一汽上报6万辆扩建实施具体方案。根据一机部的要求和一汽长期酝酿的结果，1965年8月7日，项目实施方案由规划室副主任李龙天拟稿，经规划室主任李刚核稿，一汽副厂长王少林签发。内容是国家投资7000万元，1967年将解放车产量翻一番，达到年产6万辆，包括CA10B 型4吨载重车5.7万辆，CA30A 型2.5吨越野车3000辆，以及相应17%的备品。新增主要设备1239台，其中厂内自制870台。新增面积3.4万平方米。在外地利用当地基础，扩建了6个分厂，把设备修造分厂和标准件、钢板弹簧、机油泵、水泵、空气压缩机、车轮、汽车蓬杆、枪架、汽油箱等加工设备搬迁过去。
- 1979年1月，一汽在增产方面提出充分挖潜向8万辆进军的口号，当年8万辆薄弱环节有200多个，经过组织日本企业管理经验学习班，培训300名处级干部和500多名政工干部，形成120项现代化管理方式变革。比如看板管理、多品种混流生产、目视管理、现场5S管理、质量TQC管理、设备预检修、毛坯及外购件送工位、减少半成品和零件储备仓库的物流管理、自制平锻机、铸造冲天炉改造以及群众的发明创新等，消除不少薄弱环节，产量年年提高。在没投入多少资源的背景下，1984年一汽产量达到7.8万辆，1985年达到8.5万辆。
- 1979年9月21日，一机部正式下文，把部属长春汽车研究所划归一汽。1980年5月20日，一汽汽研中心挂牌成立。
- 1979年一机部部长周子健向国务院及有关部委提出“加速第一汽车厂产品换型和生产发展”的报告。国务院总理赵紫阳在报告上批示：“我认为改型和设备更新都是当务之急，问题在于如何着手进行。”1980年12月13日，中央领导在北京接见工厂领导，听取汇报。一汽立即响应，按照报告精神进行方案修改，上报一机部。一机部于1981年7月邀请国家计委、国家机械委、国家经委、国家建委到一汽进一步调研。1981年10月9日，国家机械委副主任吕东召集我们听取补充汇报。一机部和一汽多次商讨修改方案，1981年10月14日提出四点意见后上报。各部委随后纷纷表态。国家经委表示同意，并在国家节约能源措施费中提出折旧费6000万元。财政部提出可将折旧费从3.8%提高到5%。建设银行提出，一汽所需资金可向建行贷款。一机部财政司提出，新产品试制和科研费可在成本中开支。1981年国家计委做了大量工作，牵头有关部委联合上报国务院。提出：其一，工厂改造的原则以节能为中心。围绕产品更新技术，更新改造落后工艺，不扩大生产能力，以降低油耗、节约材料、提高综合经济效果为目标。其二，从原解放牌4吨载重车改进为5吨车。其三，重点改造发动机、车身，并以加强科研测试手段，治理三废为重点。严格控制面积的增加，尽量利用原有设备，以节约投资。其四，投资定为2.14亿元。其中建设银行贷款1亿元，国家技术改造措施费6000万元，其余工厂自筹。其五，5吨车油耗5.4升比原来减低25%，七五期间可省油80多万吨。加上节约金属、木材、橡胶等，预计可节约资金8亿多元，两年可回收。其六，原则批准一汽进行产品换型和技术改造，争取1986年左右完成。报告由国家计委柴树藩、国家经委范慕韩、一机部马仪签发。宋平、李人俊、顾秀莲、金熙英、吕东、谢明、武博山、李纪章等联合圈阅。1981年12月15日，国务院以（81）国函字193号文下发国家计委、国家经委、国家机械和一机部。
- 1980年5月27日，厂长、厂党委第一书记刘守华在工厂第六次党代会上提出“从1980年到1985年实现老车换型，产品创名牌，品种上十个，年产过8万辆，企业管理现代化，实现利润16.2亿元”的动员报告。
- 1980年7月下达CA141设计任务书：一，5吨车要在老产品基础上进一步挖潜改进。总成和零部件在满足5吨车主要性能指标下，尽量不改或少改。二，充分考虑换型过渡的可能性和现生产工艺的继承性，充分利用现有设备和工装。三，通过设计改进使整车性能指标在动力性、燃料经济性、可靠性、使用寿命、操纵灵活性、舒适性等方面赶上和超过二汽EQ140（即原CA140）型5吨车水平。四，规定新车指标为最高时速90公里／小时，百公里油耗28升，载重5吨、自重4.1吨、拖挂9.1吨，大修里程不少于20万公里。CA6102D柴油机最大功率135马力，最大扭矩38公斤米，最低油耗235克／马力小时，这在当时已经是很高的水平。1980年11月，根据国家节能方针的要求和设计工作中遇到的问题，设计书做了以下修改和补充：一，为简化模具制造，新5吨车和6吨车的车架与老车相同。汽车的轮距、轴距及长度不变，车架材料和厚度可略有不同，或采用加强辅板以适应不同载荷和轴距的变化。二，新车架可装6102顶置气门汽油机、6102D柴油机和朝柴动力生产的柴油机。三，轮距和轴距可以根据变型车要求进行适当变动。四，6102D柴油机的曲轴应与6102汽油机通用，保留加强的可能性，汽缸体的龙门不加高，气阀导管中心线与汽缸底平面柴油机为垂直结构，汽油机为斜置。柴油机采用四点悬置，汽油机为三点。6102D柴油机功率为120马力~125马力，扭矩不小于36公斤米，重量不大于475公斤，比油耗不大于170克／马力小时。五，进度方面，汽油机1982年上半年完成，柴油机1982年下半年完成。1981年10月7日，试制出第一辆CA141样车，台架和行车测试完全符合设计要求。1981年12月30日，通过第一次厂内鉴定。在厂长黄兆銮的领导下，1981年12月CA141进行第二次厂内鉴定。1983年完成第二轮道路试验，跑完5万公里。CA6102发动机通过1000小时强化试验。1983年9月下旬通过国家鉴定。以后在厂长耿昭杰的领导下，进入垂直转产实施阶段。在极其困难的条件下，投资项目和预算有所调整和增加，用3年时间终于在1986年如期完成换型改造工作。
- 1982年12月20日，在中国汽车工业公司领导下，经过一年多的筹建，由国家经济委员会批准，解放汽车工业联营公司正式成立。解放汽车工业联营公司以长春第一汽车制造厂为主体，由解放系列产品主机制造厂、汽车改装厂、汽车配件制造厂、协作配套厂和维修服务中心五类工厂组成 。第一批参加联营的有长春第一汽车制造厂、四平客车厂、四平汽车改装厂、沈阳汽车制造厂,沈阳轿车制造厂、丹东汽车改装厂、凌源汽车制造总厂、山东汽车改装厂、青海汽车制造厂和重庆汽车制造厂等11个工厂。以一汽为主体，以 “解放”汽车系列产品为对象，以不改变所有制性质、不改变企业隶属关系、不改变财税上交渠道。联营公司采取董事会领导下的经理负责制，统一安排协调和落实了各厂的生产计划，共享解放系列产品技术，在生产、技术和管理方面组织互相支援。产品包括：中型货车、轻型货车、客（货）车和轿车的基本车型25种，共74个品种变型车。还有在轻型货车底盘上发展的改装车83个品种，在中型货车底盘上发展的改装车167个品种。
- 1993年：改名为中国第一汽车集团公司。
- 1995年5月，第三代卡车“解放CA150PL2（CA1120PK2L2）”6吨平头柴油车上市，标志着一汽40多年生产长头卡车的结束，彻底实现了解放卡车的柴油化。
- 1997年7月14日，第四代卡车解放9吨平头柴油车投产。10月12日，解放16吨、30吨平头重型柴油车试装成功。从此，解放卡车进入了准重型行列。
- 2004年第五代卡车“解放奥威”上市，正式开启了解放卡车重卡时代。
- 2007年07月15日，解放J6重卡下线。
- 2008年6月2日：世界品牌实验室在北京发布2008年中国500最具价值品牌排行榜。一汽以605.78亿元的品牌价值列第十位，位列行业第一。
- 2008年7月：《中国机械500强研究报告》暨《世界机械500强》发布会在北京举行。一汽继续位居中国机械500强第一位，在世界机械500强中，一汽位居第49位，比上届上升15位。
- 2009年11月2日：“中国最有价值品牌”，中国一汽排名第五位。
- 2010年12月23日：中国一汽首家二手车交易中心——“北京二手车交易中心”在北京花乡旧机动车交易市场正式开业，标志着一汽自主品牌二手车业务正式启动。
- 2011年6月28日，根据国务院国资委的要求，中国一汽进行主业重组，成立中国第一汽车股份有限公司。
- 2017年12月14日，完成工商变更登记，改名「中国第一汽车集团有限公司」。[4]
- 2018年4月18日，一汽解放第七代卡车产品J7在长春下线。
- 2019年9月，中国一汽将旗下机械工业第九设计研究院有限公司73.70%股权挂牌出售，转让底价为6.95亿元[5]。
- 2019年12月27日，中国一汽旗下一汽吉林汽车有限公司举行增资扩股签约仪式。据悉，此次混改后，山东宝雅新能源汽车股份有限公司将一次性出资15亿元，持有新公司70.5%股权，中国一汽持有新公司29.5%股权[6]。
- 截至2022年底，一汽集团海外业务已覆盖欧洲、非洲、东南亚、拉美、中东等85个国家和地区，拥有海外经销商120余家，累计出口达40万辆。设有东欧、南非、坦桑等3家海外子公司，直接雇佣当地员工300多人，建有南非、坦桑等15个KD生产基地。

### 历任领导
| 届别 | 姓名   | 生卒                    | 籍贯                 | 在职时间               | 注释                                       |
| ---- | ------ | ----------------------- | -------------------- | ---------------------- | ------------------------------------------ |
| 1    | 饶斌   | 1913-1987               | 江苏南京             | 1952年12月至1959年12月 | 厂长                                       |
| 2    | 郭力   | 1916-1976年2月          | 直隶（今河北）大城县 | 1959年12月至1964年8月  | 中央重工业部汽车工业筹备组主任、第二任厂长 |
| 3    | 刘守华 | 1919年12月-1999         | 湖南华容县           | 1964年8月至1982年1月   | 厂长                                       |
| 4    | 李刚   | 1926-2022年2月9日       | 福建福州             | 1982年1月至1982年7月   | 厂长                                       |
|      | 徐元存 | 1926年8月-2008年3月18日 | 直隶（今河北）涉县   | 至1985年5月            | 党委书记                                   |
| 5    | 黄兆銮 | 1924年-                 | 广东省南海县         | 1982年7月至1985年7月   | 厂长                                       |
| 6    | 耿昭杰 | 1935年8月15日－         | 安徽省巢湖           | 1985年7月至1999年2月   | 厂长、总经理                               |
| 7    | 竺延风 | 1961年3月-              | 浙江奉化             | 1999年2月至2007年12月  | 总经理                                     |
| 8    | 徐建一 | 1953年12月-             | 山东福山             | 2007年12月至2015年3月  | 2010年12月前为总经理，之后为董事长         |
| 9    | 徐平   | 1957年1月－             | 安徽巢湖             | 2015年5月-2017年8月    | 董事长                                     |
| 10   | 徐留平 | 1964年10月－            | 江苏扬中             | 2017年8月至2023年2月   | 董事长                                     |
| 11   | 邱现东 | 1969年11月－            | 湖北广水             | 2023年2月至 今         | 董事长                                     |

## 下属企业

### 全资子公司
- 一汽解放汽车有限公司
- 一汽客车有限公司
- 柳州特种汽车厂
- 中国第一汽车集团哈尔滨变速箱厂
- 一汽吉林汽车有限公司（英语：FAW Jilin）
- 中国第一汽车集团进出口公司
- 一汽铸造有限公司
- 一汽模具制造有限公司
- 机械工业第九设计研究院
- 一汽实业总公司
- 长春一汽嘉信热处理电镀科技有限公司
- 一汽专用汽车有限公司
- 长春一汽兴业人才科技服务有限公司
- 一汽资产经营管理有限公司
- 一汽轻型汽车有限公司
- 一汽哈尔滨轻型汽车有限公司
- 长春一汽通信科技有限公司
- 长春陆捷物流有限公司

### 控股子公司
- 启明信息技术股份有限公司
- 一汽财务有限公司
- 一汽-大众汽车有限公司
- 一汽轿车股份有限公司
- 长春一汽富维汽车零部件股份有限公司
- 天津一汽丰田发动机有限公司
- 天津一汽夏利汽车股份有限公司
- 天津一汽丰田汽车有限公司
- 一汽丰田汽车销售有限公司
- 一汽丰田（长春）发动机有限公司
- 一汽海马汽车有限公司
- 四川一汽丰田汽车有限公司
- 海南一汽海马汽车销售有限公司
- 一汽红塔云南汽车制造有限公司

## 旗下品牌

### 子品牌
- 一汽红旗
- 一汽解放
- 一汽奔腾
- 一汽太湖

### 合资品牌
- 一汽大众
- 一汽奥迪
- 大众捷达 (中国)
- 一汽丰田

## 争议
2014年7月，中央第十三巡视组进驻一汽集团。9月2日，一汽集团召开干部大会，通报了贪腐事件查处情况。一汽大众公司党委书记、纪委书记钟立秋、一汽大众销售公司原副总经理静国松、一汽大众销售公司原总经理、一汽集团原副总经济师周勇江以及一汽大众销售公司原执行副总经理石涛等8名人员因涉嫌严重违纪违法被调查，包括退休八年的老领导。另外一汽大众公司存在公款旅游等问题。公司总经理张丕杰负有领导责任，受到党内严重警告处分；4名参与活动的经理人员受到党政纪处分，相关人员清退旅游费用。天津一汽丰田汽车有限公司党委书记、纪委书记王兵因违规占用公车和公产房，受到撤销党内职务和企业行政岗级降级处分；一汽集团公司总经理助理王刚因违规使用公车，受到党内警告处分。有消息称，一汽反腐风暴或牵涉周永康家属及芮成钢。2015年3月15日，一汽集团董事长、党委书记徐建一被中纪委调查。